# Trachysomus arriagadai
Trachysomus arriagadai är en skalbaggsart som beskrevs av Maria Helena M. Galileo och Martins 1991. Trachysomus arriagadai ingår i släktet Trachysomus och familjen långhorningar.
Artens utbredningsområde är Paraguay. Inga underarter finns listade i Catalogue of Life.